# Heather Langenkamp
Heather Langenkamp (Tulsa, 17 de julho de 1964) é uma atriz estadunidense.
Sua primeira atuação foi um pequeno papel no filme do diretor Francis Ford Coppola, The Outsiders. Enquanto estava estudando na Universidade Stanford, fez sua primeira aparição importante nos filmes da série A Nightmare on Elm Street; ficando conhecida como "Rainha do Grito" ou "Rainha do Horror".

## Filmografia
- Nickel Mountain (1984)
- A Nightmare on Elm Street (1984)
- Can a Guy Say No? (1986)
- Heart of the City (1986)
- A Nightmare on Elm Street 3: Dream Warriors (1987)
- The New Adventures of Beans Baxter (TV Show)
- Kate & Allie (TV Show)
- Hotel (TV Show)
- Shocker (1989)
- Just the Ten of Us (TV Show)
- Growing Pains (TV Show)
- Wes Craven's New Nightmare (1994)
- Tonya & Nancy: The Inside Story (1994)
- The Demolitionist (1995)
- Perversions of Science (1997)
- Partners (TV Show)
- Fugitive Mind (1999)
- 18 Wheels for Justice (TV Show)
- JAG (TV Show)
- Dawn of the Dead (2004) (equipe da produção)
- The Bet (2007)
- Prank (2008)
- Hellraiser: Judgment (2018)

## Prêmios e indicações

### Prêmios
Festival de Cinema Fantástico de Avoriaz
- Menção Especial: 1985[1]